# Seigneur des Îles
La désignation de seigneur des Îles (Triath nan Eilean ou Rí Innse Gall en écossais, Lord of the Isles en anglais), aujourd'hui un titre de noblesse écossais, émergea d'une suite de dirigeants Norvégiens-Gaëls de la côte ouest et des îles écossaises au Moyen Âge, qui développèrent une puissance maritime à l'aide de flottes de galères. Bien que légalement vassaux du roi de Norvège et/ou du roi d'Écosse selon l'époque, ces territoires, qui comprenaient les Hébrides (Skye et Ross à partir de 1438, Knoydart, Ardnamurchan ainsi que la péninsule de Kintyre), restèrent indépendants de fait pendant plusieurs siècles. À leur apogée, les seigneurs des Îles étaient les plus grands possesseurs terriens et les plus puissants seigneurs des îles Britanniques après les rois d'Angleterre et d'Écosse.

## Contexte historique
La côte ouest et les îles de l'actuelle Écosse faisaient partie du territoire des Pictes du nord. Elles sont envahies à partir du IVe siècle par des tribus gaéliques venant d'Irlande, qui s'établissent au sein de la population picte et dont la langue s'impose finalement. Aux VIIe et VIIIe siècles, ces terres, parmi d'autres, sont la cible d'invasions vikings venant de Norvège et les îles sont désormais connues par les Scots sous le nom de Innse-Gall, les Îles des Étrangers. Autour de 875, des jarls (comte ou duc scandinave) norvégiens émigrent sur ces îles dans le but de conserver leur indépendance lors de l'unification de la Norvège par Harald Hårfagre, mais ce dernier les pourchasse et conquiert ainsi les Hébrides, l'île de Man, les Shetland et les Orcades. L'année suivante, la population, scot et norroise, se rebelle. Harald envoie son cousin Ketill Au nez plat pour en regagner le contrôle, mais ce dernier s'y déclare Roi des Îles. L'Écosse et la Norvège vont continuer de s'en disputer la suzeraineté, des jarls des Orcades se percevant parfois comme des dirigeants indépendants.
En 973, Maccus, roi des Îles, Kenneth III, roi des Scots, et Máel Coluim, roi de Strathclyde forment une alliance défensive, mais les Scandinaves réussissent à vaincre Gilledomman et l'expulsent en Irlande. 
Le noble norrois Godred Crovan devient le dirigeant de Man et des Îles, mais est déposé en 1095 par le nouveau roi de Norvège Magnus III. En 1098, Magnus conclut un nouveau traité avec le roi Edgar Ier d'Écosse afin de délimiter clairement leurs aires d'influence respectives. Magus se voit confirmer le contrôle des Îles et Edgar de la terre principale de l'Écosse. D'après la Saga des Orcades, le roi Malcolm III d'Écosse offre au comte Magnus des Orcades toutes les îles de la côte ouest atteignables par un bateau muni d'un gouvernail. Magnus a alors probablement une embarcation à Tarbert, dans le Loch Fyne incluant la péninsule de Kintyre à ses possessions.

## Établissement des dynasties
Somerled, le petit-fils de Gilledomman, saisit les Îles du roi de Man en  1156 et fonde une dynastie qui deviendra les Lords des Îles. Il est d'ascendance celte de par son père et norroise de par sa mère. Ses contemporains le connaissent sous les noms de Somerled Macgilbred, Somhairle ou en norrois Sumarlidi Höld ("Somerled" signifiant "ceux qui errent l'été", le nom donné alors aux Vikings). Il s'attribue le titre de ri Innse Gall (roi des Hébrides) de même que roi de Man.
Après la mort de Somerled en 1164, trois de ses fils se partagent son royaume.
- Aonghus ;
- Dughall, ancêtre du clan MacDougall ;
- Ragnald, ancêtre du Clan MacRuari ou McRory et dont le fils Donald MacRagnald donnera son nom au clan Donald, qui sera au cœur d'un litige territorial avec les MacDougalls.

Le roi Haakon IV de Norvège, réaffirme Angus Mór MacDonald, le fils de Donald et le premier Macdonald, en tant que Lord d'Islay (île du sud des Hébrides) et participe à ses côtés à la Bataille de Largs (1263). Cette bataille voyant la victoire de l'Écosse, Angus Mór accepte que le roi Alexandre III d'Écosse devienne son suzerain et prenne son territoire. La suzeraineté sur les îles elle-même est cédée à l'Écosse par le traité de Perth, en 1266.
À partir de là commence le processus d'intégration des îles semi-indépendantes au royaume d'Écosse. En 1284, il va suffisamment loin pour qu'Angus Mór MacDonald, Alexander MacDougall et Alan MacRuari, chefs des trois branches de la famille issue de Somerled, participent à un conseil invoqué par Alexandre III d'Écosse à Scone afin de décider de la succession au trône. Reconnus en tant que barons du royaume d'Écosse, ils reconnaissent comme les autres nobles Marguerite, la petite fille d'Alexandre, en tant qu'héritière du royaume. L'évolution est spectaculaire. Les chefs gaéliques reconnaissent de facto le système féodal dans sa forme la plus pure : qu'une enfant devrait régner sur une société guerrière parce qu'elle fut née seule. Cela semble confirmer que les jours de l'ancien royaume marin sont comptés. Les successeurs immédiats d'Angus Mór MacDonald, ses fils Alexandre Ier MacDonald et Angus Og MacDonald, n'auront pas de titre plus prestigieux que de Yla - d'Islay. 
Deux ans plus tard, Alexandre III d'Écosse meurt, suivi peu d'années plus tard part sa petite-fille, Marguerite Ire d'Écosse qui ne vécut jamais sur son propre royaume. Sans successeur consensuel, l'Écosse traversa une crise constitutionnelle et politique majeure. Une des conséquences fut un ferme affaiblissement de l'autorité et de la majesté de l'état écossais. Ainsi, au milieu du XIVe siècle, les seigneurs gaéliques du clan Donald avait retrouvé une large part de leur ancienne indépendance et, bien qu'ayant perdu le titre de roi des Hébrides, de leur majesté perdue avec le titre de Lord des Îles.

## Liste des seigneurs des Îles sous suzeraineté écossaise
- 1266-1296: Angus Mór MacDonald d'Islay ;
- 1296-1299: Alexandre Ier Og MacDonald d'Islay ;
- 1299-1330: Angus Óg MacDonald de Kintyre et d'Islay  ;
- 1330-1387: Jean Ier MacDonald, 1er Seigneur des Îsles reconnu par l'Écosse en 1336;
- 1387-1423: Donald MacDonald 2e Seigneur des Îsles ;
- 1423-1449: Alexandre II MacDonald 3e Seigneur des Îsles ;
- 1449-1493: Jean II MacDonald 4e Seigneur des Îsles ;
  - 1480-1490: Angus II MacDonald, « Seigneur des Îsles » autoproclamé ;
- 1545-1545 : Donald Dubh MacDonald, prétendant.

## Lord des Îles
Robert Bruce fait bon usage des capacités de combat des Scots lors des guerres d'indépendance de l'Écosse. Angus Og MacDonald d'Islay, chef du clan Donald, est un allié particulièrement précieux et en est récompensé en se voyant offrir des terres dans le Lochaber (Ardnamurchan, Morvern, Duror et Glencoe). Malgré tout les relations entre ce dernier et le roi ne sont pas aussi simples que ce que des historiens postérieurs ont pu suggérer. Angus n'est pas un patriote dévoué, mais quelqu'un d'ambitieux. Robert Bruce ne lui accorde pas pleinement sa confiance. En dépit de ses cadeaux terriens, il ne fait pas partie de la nouvelle structure familiale de pouvoir se créant dans l'ouest de l'Écosse. Les terres qu'Angus aurait pu s'attendre à recevoir à proximité de la péninsule de Kintyre seront attribuées à Robert Stuart, le petit-fils du roi, complétant ainsi l'extension vers l'ouest que la maison Stuart avait entrepris du temps de Somerled. Bien qu'Angus devienne seigneur de Lochaber, la région entière est incorporée au comté de Moray, détenu par Thomas Randolph, le neveu du roi. La plupart des terres détenues par les Macdougall dans l'Argyll vont à Duncan Campbell de Lochawe, également lié à Robert Bruce par mariage. Alors qu'autre part en Écosse, les châteaux sont détruits afin d'éviter qu'ils tombent dans les mains des Anglais, celui de Tarbert est reconstruit, une garnison royale est placée à Dunaverty, la forteresse d'Angus dans le Kintyre, et le château de Dunstaffnage, au cœur du domaine des Macdougall, est occupée par les Campbell.
Le roi Robert Bruce a clairement en vue des objectifs stratégiques, connaît suffisamment l'histoire et les traditions de la région pour être certain que l'ouest reste fermement dans le giron royal. Cependant, cette politique aliène le clan Donald, ce que le règne suivant montrera.

## Dominus Insularum
La mort de Robert Ier d'Écosse en 1329 amène son fils, David II, sur le trône d'Écosse alors qu'il est encore enfant. La présence d'un souverain mineur fut toujours une période de grand trouble politique dans l'Europe médiévale, et le cas de David II confirma la règle de belle façon. Les guerres d'indépendance de l'Écosse furent également une guerre civile entre les partisans de Robert Bruce et ceux de l'ancien roi Jean Baliol et ses alliés. En 1332, Édouard Baliol, le fils et l'héritier du roi Jean, envahit l'Écosse avec une petite armée. Les forces royales sont détruites lors de la bataille de Dupplin Moor et Baliol est couronné à Scone. En dépit de ce succès inattendu, ses soutiens en Écosse sont trop peu nombreux pour pouvoir maintenir fermement le trône. Il passe la plupart de son temps de règne à appeler à l'aide Édouard III d'Angleterre ou à chercher de nouveaux alliés potentiels à l'Écosse. C'est dans ce contexte que la seigneurie des Îles commence à prendre sa forme définitive.
C'est durant le vide politique causé par la Deuxième Guerre d'indépendance de l'Écosse que Jean d'Islay, le fils d'Angus Og MacDonald, est chargé du clan Donald. En raison de son soutien continuel à l'Église, il sera connu sous le nom de Jean d'Islay le bon. Il est également un politicien extrêmement avisé, assurément l'un des meilleurs de sa famille. Son pouvoir sur l'ouest faisait de lui un allié attractif, et il fut courtisé par les deux parties. En raison de sa force navale et militaire, son soutien offrirait un avantage décisif. Ayant recouvré une partie de l'ancienne indépendance familiale, il étudia les deux proposition en termes purement politiques, sans faire interférer des éléments patriotiques. Après la bataille de Halidon Hill, il soutient ostensiblement le côté des Baliol. En 1335, John Randolph, le comte de Moray, alors régent de David Bruce, va à sa rencontre au château de Tarbert, mais n'arrive pas à le convaincre d'abandonner ses penchants pro-anglais. Édouard Baliol, sous pression croissante, fait alors à Jean d'Islay une offre simplement impossible à refuser.
Bien que Robert Bruce fut préoccupé par la puissance grandissante des Macdonald à l'ouest, Baliol cherchait si désespérément du soutien qu'il offre sans réserve à Jean de vastes domaines. Au frais du comte de Ross, tué à Halidon Hill, et de Robert Stuart, pour sa continuelle opposition, Jean reçut en septembre 1336 Skye, Lewis, Kintyre et Knapdale, ainsi qu'une confirmation de ses terres antérieures. Mais bien qu'il fût heureux d'obtenir tout ceci, il n'y a aucune preuve que Jean fit quoi que ce soit pour soutenir son donateur.
Bien au courant de la véritable force du royaume chancelant de Baliol, Jean d'Islay écrit à Édouard III afin d'obtenir une confirmation de ses nouvelles possessions. Pour la première fois, il signe cette lettre sous le titre Dominus Insularum - Lord des Îles. Cette étape, politiquement importante, fut longtemps négligée par les historiens traditionnels qui prétendaient que les chefs du clan Donald ont toujours été connus sous ce titre. Dans le passé, ils ont joui de divers titres, le plus prestigieux d'entre eux ayant été ri Innse Gall. Il n'y a cependant aucune preuve matérielle que les successeurs de Somerled jamais l'utilisèrent ou même se virent attribués un titre régalien ou semi-régalien. Il est particulièrement significatif que Jean se désigne Lord des Îles dans une lettre à Édouard en cela que ce dernier était également connu, parmi ses autres titres, en tant que Dominus Hibernie- Lord d'Irlande. Cela donne l'impression que Jean se place dans une position unique dans sa relation avec Édouard Baliol, comme s'il s'adresse d'égal à égal avec le roi d'Angleterre. Les deux hommes entretenaient de bonnes relations, et des traces nous sont parvenues comme quoi Édouard considérait Jean comme un prince indépendant, contrairement aux autres soutiens d'Édouard Baliol.

## Système féodal
Après s'être dévoilé si clairement, Jean est déclaré traître une fois que David II, maintenant adulte, est revenu de France en 1341. Comme les relations avec l'Angleterre restent mauvaises, David ne peut pas se permettre un conflit avec un voisin puissant sur son flanc nord, donc les deux hommes négocient un accord. Jean perd Kintyre et Knapdale, au profit de Robert Stuart, le neveu et l'héritier du roi, et Skye retourne dans le giron du comté de Ross ; il garde par contre tous les autres territoires qu'il a obtenu de Baliol ou d'Édouard III, à la fois en Grande-Bretagne et au large.
Quelques années auparavant, Jean s'était marié avec Ami Macruari, sœur et seule famille de son cousin, Ranald Macruari. Comme Ranald n'avait pas de descendant, Jean obtient ainsi un intérêt direct dans les propriétés de la famille, incluant la seigneurie de Gamoran en Grande-Bretagne (parmi laquelle Knoydart, Moidart, Arisaig et Morar), de même que les îles de Uist, Barra, Eigg et Rhum.  En 1346, alors de David se prépare à envahir l'Angleterre, Alan Macruari est assassiné dans la région de Perth sur ordre de Guillaume, Comte de Ross.  Les circonstances de ce crime sont mal connues, mais il semble qu'un désaccord sur des terres en soit la cause. Ce qui est clair, par contre, est que c'est Jean d'Islay, et non Guillaume de Ross, qui en profita bien que ce dernier revendique au départ l'héritage du clan Rurai, de par sa femme. Il se passe quelques années toutefois avant que cette considérable montée en puissance du clan Donald ne soit officialisée. Il a été suggéré que Jean ait pu être impliqué dans le meurtre de son beau-frère, étant donné que Ross lui était aussi lié par mariage et qu'aucune tentative n'eut lieu de venger ce meurtre, mais rien n'a pu être prouvé.
Après la défaite de l'armée écossaise à la bataille de Neville's Cross en 1346 et la capture et le long emprisonnement de David en Angleterre, personne ne peut plus empêcher Jean d'accroître sa force. Il recrée l'ancien royaume de Somerled, ce qui est remarquable, et démontrant ainsi que le système féodal faisait bien partie de la culture gaélique. Il rassemble les revendications d'héritage qui avait conduit à la division du royaume de Somerled en raison de l'application d'une vieille tradition celte. À l'avenir, bien que les fils cadets doivent recevoir un héritage, le Seigneur des Îles reste le supérieur féodal de chacun. Le droit d'aînesse devient la norme pour l'héritage des Îles, par rapport à la succession par les cousins, qui continue d'être la norme dans les seigneuries gaélique d'Irlande. Bien que le deuxième fils de Jean fût déclaré héritier pendant le vivant de son frère aîné, Donald d'Islay, ce fut le fils aîné de Donald, Alexandre d'Islay qui hérita du commandement, et non son cousin ou son oncle. Par-dessus tout, Jean institua la pratique des chartes féodales, dans la veine des autres rois et nobles des états médiévaux contemporains.
Contrairement à son père Angus ou à son fils Donald, Jean d'Islay n'était pas un guerrier, et il est possible qu'il ne se soit jamais battu lors d'une bataille. Il était avant tout un habile politicien et diplomate, gérant les affaires du clan Donald à travers des temps troublés, sans s'engager trop d'un côté ou de l'autre. Il agit intelligemment, consolidant ses pouvoirs au sein d'un état féodal, rassemblant l'ancien patrimoine de Somerled et lui donnant une existence légale. Alors que son ancêtre Somerled est mort dans une lutte d'arrière-garde contre le féodalisme et la maison Stuart, Jean géra les deux, entrant dans une alliance maritale qui apporta un bénéfice politique et territorial à sa famille.

## Alliance avec les Stuart
En 1350, Jean prend pour deuxième femme Margaret Stuart, fille de Robert Stuart, régent du royaume d'Écosse en l'absence de David II. La nouvelle alliance se révélera durable. Une fois la rançon de David payée, en 1357, Jean continue de s'aligner avec les Stuart, souvent contre les intérêts du roi, qui refuse toujours de reconnaître ses droits à l'héritage des Macruari.
David meurt sans héritier en 1371. Le beau-père de Jean lui succède au trône en tant que Robert II, ce qui lui apporte un bénéfice immédiat. Tout en confirmant l'héritage des Macruari, il reçoit comme cadeau des terres des Stuart en Kintyre. Jean est prompt à se faire connaître dans la nouvelle famille royale. Ranald, son fils aîné par son premier mariage, se laisse convaincre de renoncer au trône en faveur de Donald, le fils aîné de son deuxième mariage, mais également petit-fils du roi d'Écosse. En récompense de cette coopération, Ranald hérite des terres Macruari de sa mère, et fonde la branche Clandranald de la famille.
Jean a accumulé beaucoup de pouvoir et d'influence, en équilibrant des intérêts divergents. Ses manipulations dans la direction du clan montrent qu'il voit les relations avec la cour royale Stuart comme prépondérantes pour la future prospérité des Îles. Il a dans le passé eu de bonnes relations avec l'Angleterre, mais pas au point de s'attirer les foudres de l'Écosse. Ses successeurs furent moins judicieux : l'héritage de Jean créa une arrogance compréhensible, et les relations avec l'Angleterre se dégradèrent. Jean créa une semi-monarchie, mais ne revendiqua jamais l'indépendance totale, et n'agit jamais en conséquence. Comme Alexandre II and Alexandre III le prouveront, les Îles sont toujours vulnérables face à un État écossais puissant. En cherchant à obtenir une souveraineté illusoire, les successeurs de Jean détruiront le statut de Lord des Îles.
Jean meurt en 1387. Le Livre de Clanranald raconte l’événement de manière poignante :
Ayant reçu le corps du Christ et s'étant fait oindre, le corps pâle fut conduit à Iona, où l'abbé, les moines et les vicaires vinrent le voir, comme le voulait la coutume pour le corps des rois de Fionngall. Le service fut pratiqué pendant huit jours et huit nuits, et il fut étendu dans la même tombe que son père.

## Dans les pas de son père
Peu après la mort de son père, Donald est élevé au rang de Lord des Îles. Le Livre de Clanranald note qu'il "fut nommé MacDonald et Donald d'Islay'. Il apparaît qu'alors que les habitants des Îles appartiennent au clan Donald au sens large, le nom "MacDonald" est de dignité royale, conférant un statut et un pouvoir particulier à son porteur. La cérémonie de désignation du nouveau Lord des Îles est également unique dans l'Écosse médiévale et aurait ahuri même les plus puissants nobles des Lowlands. Dans History of the Macdonalds, le premier ouvrage écrit racontant l'histoire de la famille, Hugh Macdonald fournit un peu plus de renseignements : "il y avait un carré de pierre, de six ou sept pieds de long, et la trace des pas d'un homme, là ou il se tenait, indiquant qu'il devrait marcher dans les pas et suivre la droiture de ses prédécesseurs".
Des traces de cet ancien rituel peuvent être trouvé au moins jusqu'au royaume de Dál Riata. Une trace de pas est toujours visible sur la colline de Dunadd dans l'Argyllshire, taillée dans la roche, où les premiers roi gaéliques marchèrent dans les pas de leurs ancêtres. Hugh Macdonald poursuit en disant que le Lord des Îles se vêtit ensuite de blanc pour montrer son innocence puis "reçu un bâton blanc dans sa main, montrant qu'il a le pouvoir de diriger, pas partialement ou tyranniquement, mais avec discrétion et sincérité."

## Ross
Les terres, et les conflits à propos de ces terres, sont un trait récurrent de l'histoire de la seigneurie. Certains sont réduits, d'autres plus grands, mais le plus important d'entre eux se déroule durant le règne de Donald. Le conflit sur le comté de Ross, un large territoire du nord s'étalant de Skye à est une affaire complexe, mêlant politique nationale, ambition familiale et rivalité dynastique.
Alors que la maison Bruce s'est montrée peu prolifique dans la production d'enfants, à tel point qu'elle disparut en 1371, l'inverse est valable pour les Stuart. Robert II a beaucoup d'enfants, et tous ont dû recevoir des titres et des territoires. Commençant par le comté d'Atholl en 1342, ils se répandent vers le nord, obtenant Strathern en 1357, Mentieth en 1361, Caithness en 1375, Buchan en 1382 et la vieille seigneurie Macdougall de Lorne en 1390. L'important comté de Mar tombe également entre leurs mains en 1405, quand Alexandre Stuart, commande le meurtre du détenteur et épouse de force sa femme. La vague des Stuart atteint dès lors les côtes du comté de Ross.
Donald ne peut rester indifférent à ces évolutions. La localisation géographique du comté de Ross, au nord de son royaume naval, lui confère une importance particulière. De même, sa femme Mariota Leslie est la sœur d'Alexandre Leslie, comte de Ross, qui meurt en 1402 en laissant comme héritière une fille invalide nommée Euphemia. Le désaccord entre les Macdonald et les Stuart sur l'héritage d'Euphemia débouche sur une des batailles les plus sauvages de l'histoire de l'Écosse.
Les choses auraient pu être différentes si le roi avait été un homme fort, mais Robert III, qui succéda à son père en 1390, se révéla être un des dirigeants les plus faibles que l'Écosse aura connu. Incapable de contrôler les événements, il laisse son frère, Robert, duc d'Albany, un homme rustre et ambitieux, diriger les affaires nationales. Dès qu'Alexandre Leslie meurt, il prit le contrôle des biens de sa petite-fille Euphemia, faisant fi des droits de la femme de Donald. En 1405, il prend le titre de "Seigneur de la région de Ross", un préliminaire clair à son absorption.
La situation se détériore plus encore lorsqu'en 1406, le prince Jacques, seul fils vivant du roi, est fait prisonnier par les Anglais lors de son voyage vers la France, pour échapper à son oncle. La mort de Robert III intervient peu après. Albany, sans hâte de voir revenir son neveu, prend le pouvoir pour une période prolongée. Pour Donald, cette évolution est alarmante : Albany semble avoir maintenant toutes les cartes en mains, et met probablement Euphemia sous pression afin qu'elle lui abandonne ses droits sur le comté de Ross. Pis, il a l'ambition claire d'hériter du trône. Donald prend contact avec le prince Jacques en Angleterre et, plus tard, ses représentants fond de même avec Henri IV.  Malheureusement, aucune trace n'est restée de ces correspondances, mais il est possible que Donald ait cherché un accord sur l'attaque du régent d'Écosse. Ce qui est certain est que Donald et Jacques conclurent une alliance informelle contre les Stuart d'Albany, qui perdura après le retour du roi en 1424.

## Donald d'Harlaw
Donald joue finalement son coup durant l'été 1411. Euphemia est toujours vivante et n'a toujours pas abandonné ses droits, bien que ça ne soit qu'une question de temps. Les Stuart d'Albany étant en possession de Skye et du reste du comté, Donald se voit clairement en face du même danger que son ancêtre Somerled avant la bataille de Renfrew. Convoquant ses vassaux et proches, Donald, selon Walter Bower, le seul chroniqueur de l'époque, rassemble une armée de 10 000 hommes. Marchant vers l'est, il prend Ross. Sa gestion à partir de là est la source de beaucoup d'interrogations. Walter Bower raconte qu'il a pour but de punir Aberdeen et d'établir son autorité au sud de la rivière Tay. Il a également été affirmé qu'il essaye simplement de prendre possession de l'Aberdeenshire à proximité de son royaume, bien qu'il soit difficile de dire en quelle mesure il ait eu besoin de prendre toute son armée pour réaliser ceci.
La réalité est que sa formidable armée ne peut être gardée mobilisée que pour une courte période, et que la moisson arrive. Pour que la conquête de Ross soit assurée, Donald doit lancer une attaque préventive sur les forces que Alexandre Stuart (1er comte de Mar) rassemble dans le sud-est. La suggestion disant qu'il visait le trône d'Écosse pour lui est totalement sans fondement. Au mieux, cette campagne vise à abattre les prétentions royales d'Albany, plutôt que de promouvoir les siennes.
Le 24 juillet, les deux camps se rencontrent lors de la bataille de Harlaw, à l'ouest d'Aberdeen, qui se révèle particulièrement sanglante, et sera colportée par la poésie et la tradition sous le nom de "Reid Harlaw" (à rapprocher de red, rouge). Le compte rendu, selon les Annals of Loch Ce, dit que prétend "une grande victoire pour MacDomhnaill d'Alba sir mes Étrangers d'Alba" et c'est ainsi qu'elle est restée dans la tradition des Macdonald. Un des nombreux poèmes scots sur la bataille fait cette simple observation :
On Monandy at mornin' (le lundi matin)
The Battle it began; (la bataille commença)
On Saturday at gloamin' (le samedi au crépuscule)
Ye'd scarce tell wha had wan. (il est impossible de dire qui a gagné)
L'étendue temporelle est exagérée dans un but poétique. La fait important est qu'Harlaw ne voit la victoire de personne, ce que confirmera les chroniques ultérieures de John Major et Hector Boece. Pour Donald, cela s'apparente à une défaite : il échoue dans ses objectifs de balayer Alexandre Stuart (1er comte de Mar), pour avancer ensuite vers Aberdeen et au sud de la rivière Tay. Réciproquement, si l'objectif de Mar était d'empêcher Donald d'agir ainsi, remporte une victoire. Ses pertes ont beau être plus importantes que celles de Donald, il ne fuit pas ni n'est poussé à la retraite. Donald se retire non pas à Ross, mais directement dans les Western Isles. Albany, qui a beaucoup à perdre, tâche de négocier au mieux ce résultat. Les familles des morts sont autorisées à hériter des possessions sans les taxes féodales habituelles, un privilège qui, par le passé, ne s'est appliqué qu'aux morts face à des étrangers.

## Retraite d'Harlaw
Sans perdre de temps, Albany lève une nouvelle armée pour exploiter le recul de Donald, marche sur Ross et capture l'important château de Dingwall. L'offensive se poursuit durant l'été 1412, durant lequel le régent se prépare à envahir les Îles. Avant que cela ne puisse se produire, Donald se rend à Lochgilphead afin de se soumettre officiellement. Rien n'est resté de ce traité, mais Albany a probablement insisté pour que Donald cessât ses prétentions sur Ross.
Comme pour confirmer le traité de Lochgilphead, Euphémia abandonna finalement ses droits sur le comté de son grand-père en 1415, ce qui le fait passer à son deuxième fils, Jean, comte of Buchan. Buchan meurt durant la bataille de Verneuil (1424) où il se bat avec les Français ; le titre revient par conséquent à la couronne. Finalement, en 1430, Jacques Ier se présente comme roi des Écossais et comte de Ross. Il est certain que Donald n'accepta jamais cette perte. En 1421, dans une requête à Rome, il se présente comme "Donald de Yle, Lord des Îles et du comté de Ross". Albany est mort l'année d'avant, son fils aîné, Murdoch Stuart, une personne particulièrement inefficace, lui a succédé.

## Alexandre II des Îles
Donald meurt avant le retour du roi Jacques en 1424. Son fils Alexandre II MacDonald lui succède, et se trouve impliqué dans un tourbillon politique. Jacques Ier est un roi hâtif, décidé à rattraper le temps perdu en Angleterre. Il élimine rapidement les Stuart d'Albany, avant de tourner son attention vers d'autres préoccupations, parmi lesquelles figurent le Seigneur des Îles. Alexandre est convoqué au parlement, à Inverness en 1427, dans le seul but d'y être arrêté. Cet acte, arbitraire et arrogant, est suivi par une période de désordre profond et la défaite de l'armée royale à la bataille d'Inverlochy. Incapable de ramener la paix dans les Îles, Jacques est obligé de relâcher Alexandre. Plus tard dans son règne, le roi semble avoir fait des concessions en sa faveur, Alexandre utilisant le titre de comte de Ross en janvier 1437, peu de temps avant l'assassinat du roi à Perth.
Sous le règne d'Alexandre II, le pouvoir du clan Donald atteint son apogée. Avec Ross et l'ensemble des Isles sous son contrôle, la puissance d'Alexandre était même supérieure à celle de Somerled. Cependant, il semble avoir perdu son attachement dans les terres natales du clan Donald, se domiciliant vers la fin de sa vie dans les terres plus prospères de l'est de Ross, d'où ses dernières lettres furent envoyées, principalement à Dingwall ou Inverness. Cette tendance se prolongea avec son fils Jean II MacDonald. Il y avait des problèmes réels d'unité politique du royaume insulaire. Ross, contrairement aux terres Macruari dans le Gamoran, n'est socialement pas clanique, mais purement féodal. La plupart des familles locales, les Mackenzies particulièrement, ne développent pas de réel attachement ou de loyauté envers les chefs du clan Donald. En un sens, le déplacement vers l'est du Lord des Îles fait écho à celui des rois de Dal Riada. Les liens familiaux et affectifs commencent à se défaire, ce qui conduit les Îles une profonde crise après 1476.

## Déclin et chute
Alexandre meurt en 1449 et son fils Jean, incompétent politiquement, lui succède. En 1462, sans précaution, il signe un traité avec Édouard IV, dans lequel il accepte la suzeraineté du roi d'Angleterre en échange d'une aide pour la conquête de toute la partie de l'Écosse située au nord du Forth. Il n'est pas certain qu'Édouard prenne jamais cet accord au sérieux, et il ne le mit en tout cas certainement pas en pratique. En 1476, il révèle les détails de ce traité à la couronne d'Écosse. Jean est convoqué au parlement, puis condamné pour traîtrise quand il ne vient pas. 
Cette sentence est annulée quand il se soumet à Jacques III. Il est autorisé à garder le contrôle des Îles, mais perd celui du Kintyre, du Knapdale et du comté de Ross. De plus, à partir de maintenant, le titre de Lord des Îles est géré par la couronne, plutôt que comme dans une principauté indépendante. Jean se révèle être le moins compétent de sa famille. En 1493, des troubles continus dans les Îles amènent Jacques IV à annuler le titre, et envoie Jean dans les Lowlands, où il meurt dans l'indifférence.

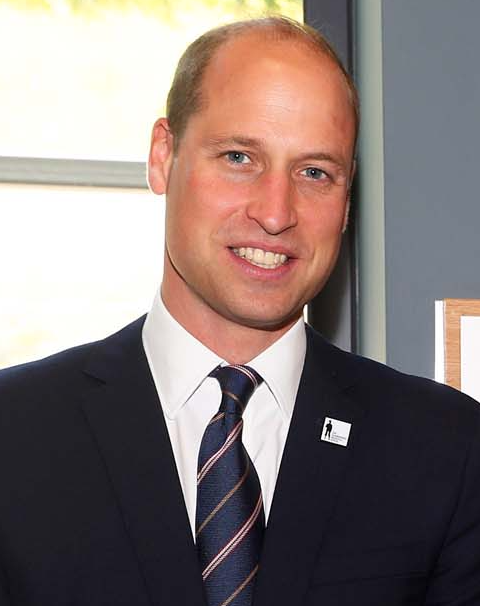
SAR Le prince William, Lord des Îles

Le siècle suivant, après plusieurs tentatives infructueuses de rétablir la seigneurie par les descendants de Jean, Jacques V lie le titre à la couronne. Dès lors, le plus vieux fils du monarque écossais (puis britannique) régnant prend le titre de Lord des Îles. William, prince de Galles le porte actuellement.

### Sources
- (en) Bannerman, J., The Lordship of the Isles, in Scottish Society in the Fifteenth Century, ed. J. M. Brown, 1977.
- (en) Brown M, James I, 1994.
- (en) Dunbar, J., The Lordship of the Isles, in The Middle Ages in the Highlands, Inverness Field Club, 1981.
- (en) Gregory, D., History of the Western Highlands and Islands of Scotland, 1975 reprint.
- (en) MacDonald, C. M., The History of Argyll, 1950.
- (en) McDonald, R. A., The Kingdom of the Isles: Scotland's Western Seaboard, 1100–c1336, 1997.
- (en) Munro. J., The Earldom of Ross and the Lordship of the Isles, in Firthlands of Ross and Sutherland, ed. J. R. Baldwin, 1986.